# Biarozawka
Biarozawka (en biélorusse : Бярозаўка ; en lacinka : Bjarozaŭka) ou Beriozovka (en russe : Берёзовка ; en polonais : Brzozówka) est une ville de la voblast de Hrodna ou oblast de Grodno, en Biélorussie. Sa population s'élevait à 10 393 habitants en 2017.

## Géographie

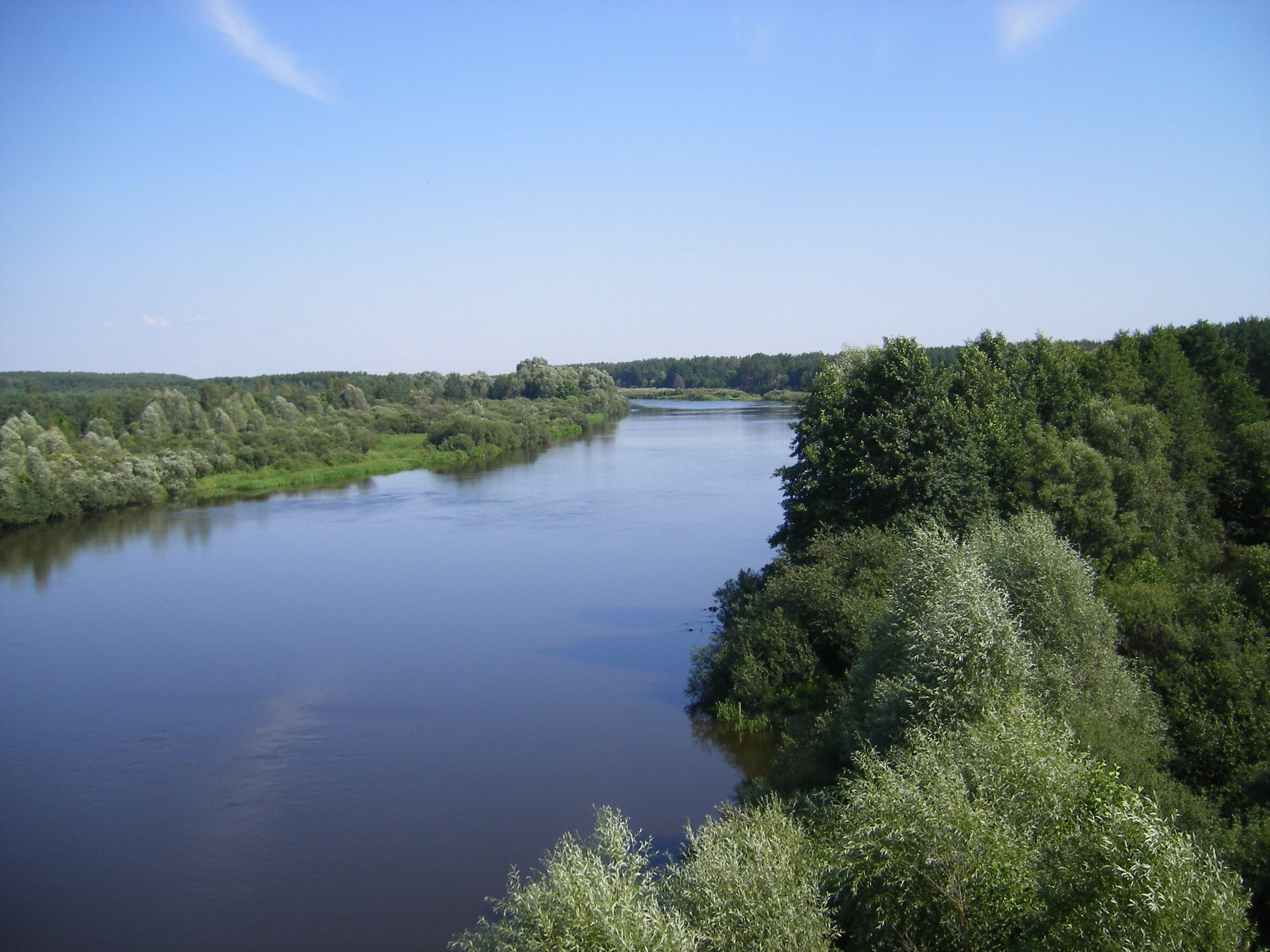
Le Niémen à Biarozawka.

Biarozawka se trouve près du Niemen (en biélorusse : Nioman), à 23 km au sud-est de Lida, à 111 km à l'est de Hrodna ou Grodno et à 138 km à l'ouest de Minsk.

## Histoire
Biarozawka s'est développée autour de plusieurs verreries, mises en service à partir de 1875, la plus importante étant la verrerie « Nioman » (Niemen), ouverte en 1898. Pendant la Première Guerre mondiale, la localité fut occupée par l'armée allemande. À la suite du traité de Riga, Brzozówka fut polonaise de 1921 à 1939. Elle fut occupée par l'Armée rouge en septembre 1939 puis annexée par l'Union soviétique. Le 15 janvier 1940, dans le cadre de la réorganisation administrative des territoires polonais annexés, elle fut rattachée au raïon de Navahroudak de la voblast de Baranavitchy, au sein de la république socialiste soviétique de Biélorussie. Pendant la Seconde Guerre mondiale, Biarozawka fut occupée par l'Allemagne nazie de juin 1941 à juillet 1944. En 1995, la commune urbaine de Biarozawka accède au statut de ville.

## Population
Recensements (*) ou estimations de la population :
| 1959* | 1970* | 1979* | 1989*  | 1999*  | 2009*  |
| ----- | ----- | ----- | ------ | ------ | ------ |
| 3 682 | 5 601 | 8 522 | 11 418 | 12 200 | 10 835 |

| 2012   | 2013   | 2014   | 2015   | 2016   | 2017   |
| ------ | ------ | ------ | ------ | ------ | ------ |
| 10 643 | 10 559 | 10 541 | 10 533 | 10 478 | 10 393 |